# Pernersdorf
Pernersdorf osztrák mezőváros Alsó-Ausztria Hollabrunni járásában. 2022 januárjában 1050 lakosa volt. 

## Elhelyezkedése

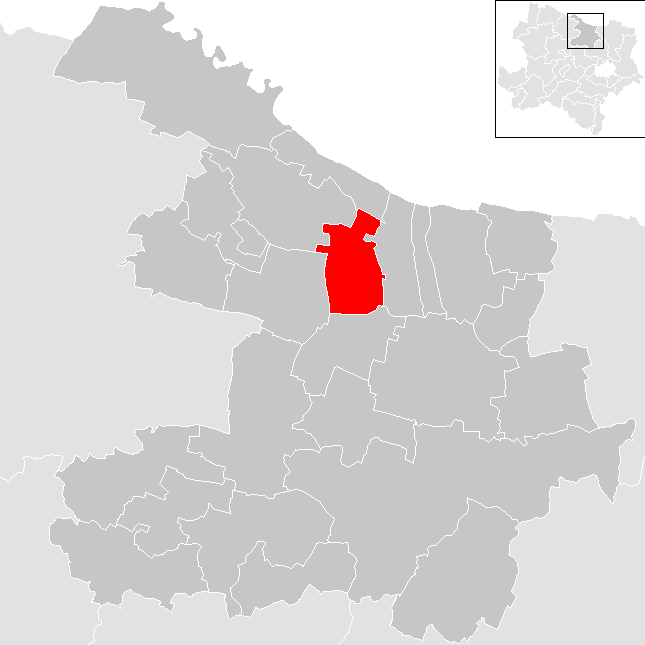
Pernersdorf a Hollabrunni járásban

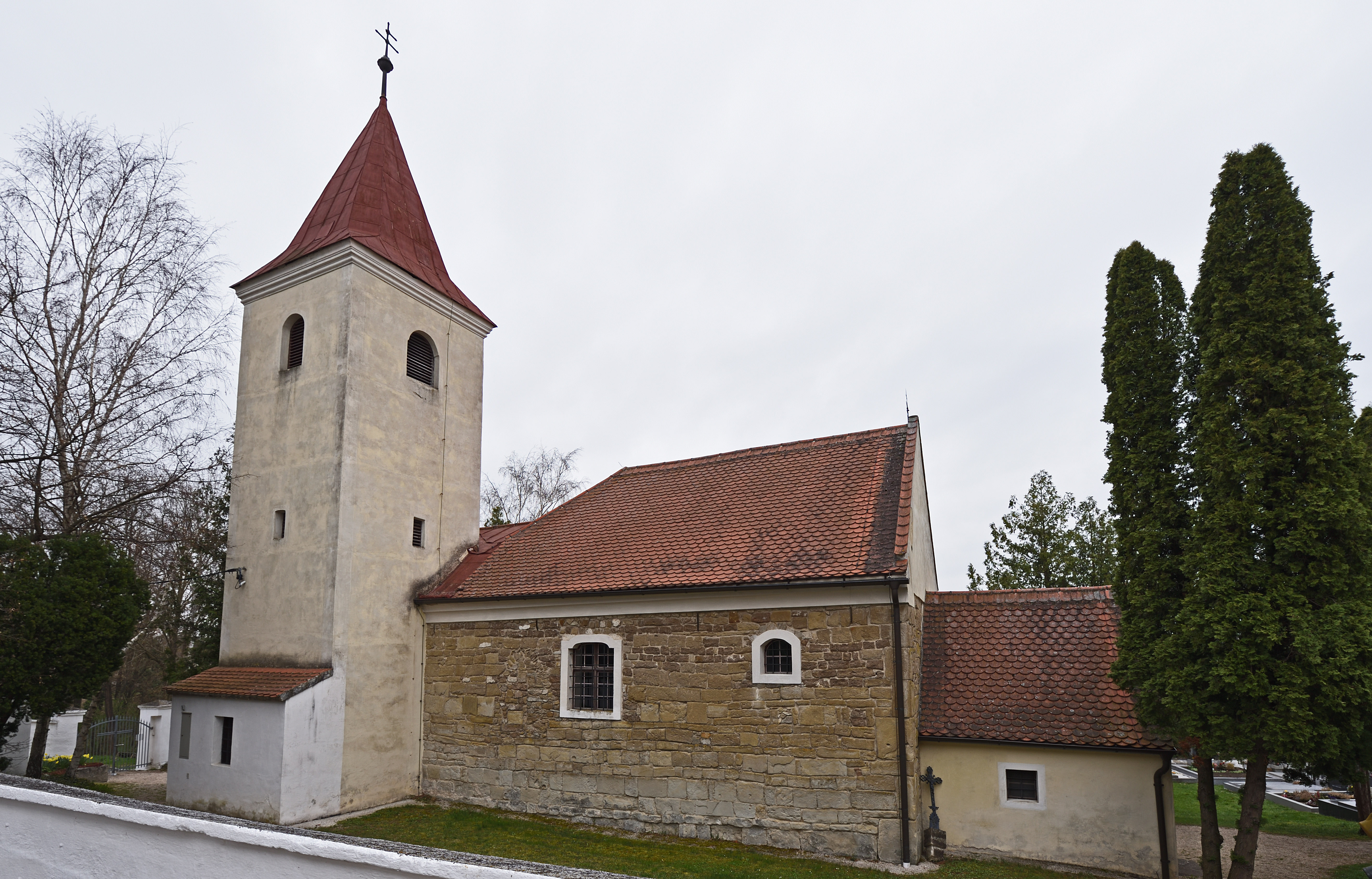
A Szt. Radegund-templom

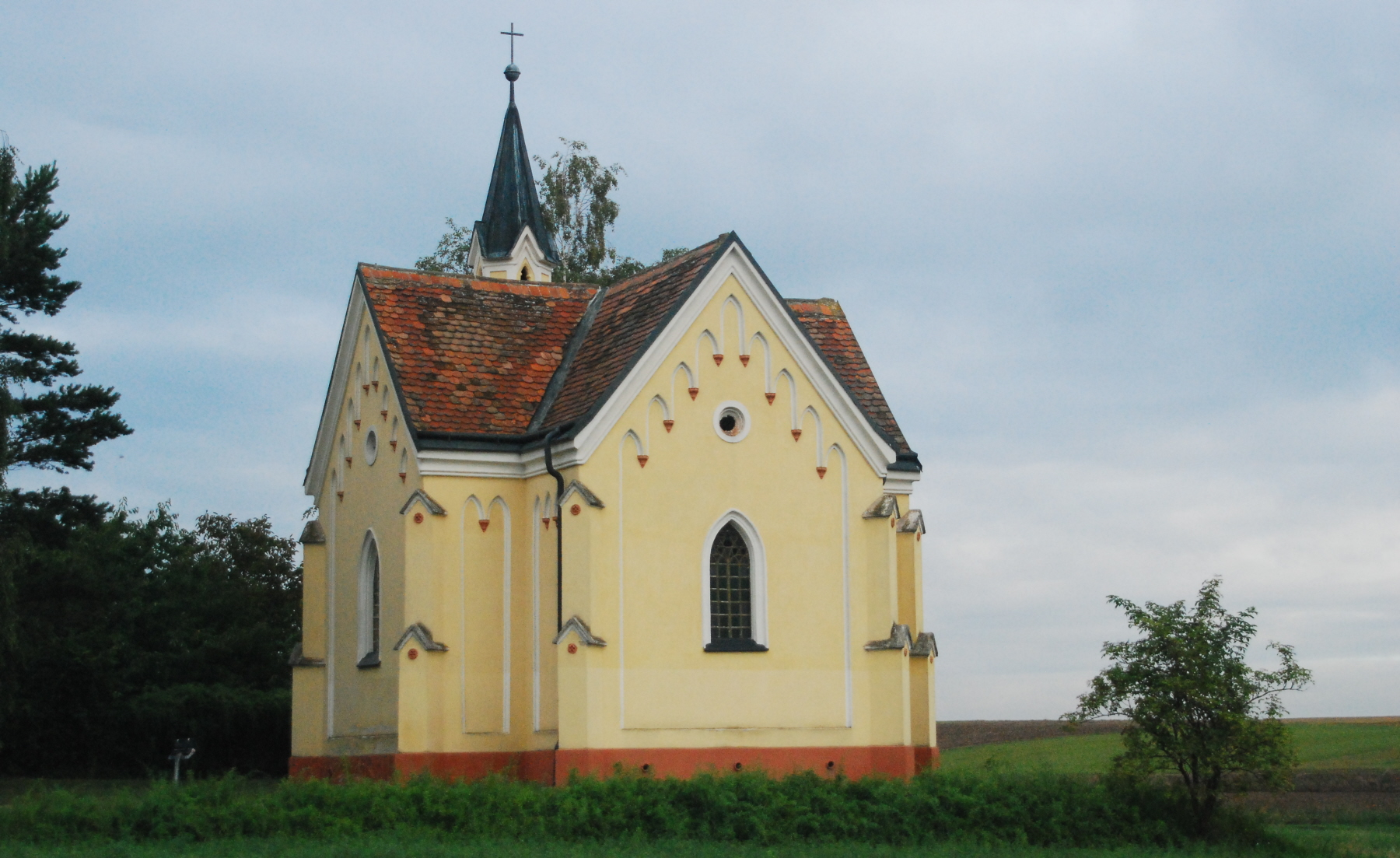
A Magdolna-kápolna

Pernersdorf a tartomány Weinviertel régiójában fekszik, a Pulkau folyó mentén. Területének 1,3%-a erdő, 14,4% szőlő, 75,6% áll egyéb mezőgazdasági művelés alatt. Az önkormányzat 5 települést egyesít: Karlsdorf (140 lakos 2022-ben), Peigarten (296), Pernersdorf (339), Pfaffendorf (223) és Ragelsdorf (52).
A környező önkormányzatok: északra Retzbach, keletre Haugsdorf, délre Guntersdorf, nyugatra Zellerndorf, északnyugatra Retz.

## Története
Pernersdorf területe a bronzkorban is lakott volt, legalábbis a régészek ebből a korból származó tőrt és tűt találtak. A települést Perhartstorf néven először 1180-ban említi egy oklevél, melyben III. Sándor pápa megerősíti itteni birtokaiban a st. pölteni apátságot. 1298-tól egy nemesi család viselte a falu és az itteni vár nevét. A birtokot 1433-ban az Eytzing família szerezte meg. Amikor az alsó- és felső-ausztriai rendek felkeltek III. Frigyes császár ellen, Ulrich von Eytzing vezette az 1451-ben alapított mailburgi ligát. Pernersdorf várát 1474-ben a császári csapatok megostromolták és lerombolták, a falut elpusztították. 
A harmincéves háború alatt 1622-ben holland zsoldosok, 1645-ben a svédek fosztogattak a faluban. Miután a Pernersdorf nemzetség utolsó tagja, Wolfgang Wilhelm von Pernersdorf 1647-ben a protestánsok oldalára állt, birtokait elkobozták és Pernersdorf Hardegg grófjáé lett és leszármazottai birtokolták egészen a feudális rendszer 1848-as felszámolásáig. Ebben az évben súlyos kolerajárvány dúlt a településen, külön koleratemetőt kellett létesíteni az áldozatok számára. Pernersdorfot 1873-ban, a pulkaui szárnyvonal kiépítésével kapcsolták be a vasúti hálózatba. 
1971-ben az addig különálló Pernersdorf, Peigarten, Pfaffendorf-Karlsdorf és Ragelsdorf községek egyesültek; önkormányzatukat 1974-ben mezővárosi rangra emelték. 

## Lakosság
A pernersdorfi önkormányzat területén 2022 januárjában 1050 fő élt. A lakosságszám 1890-ben érte el a csúcspontját 2453 fővel, azóta csökkenő tendenciát mutat. 2020-ban az ittlakók 96,7%-a volt osztrák állampolgár; a külföldiek közül 1,3% a régi (2004 előtti), 1,3% az új EU-tagállamokból érkezett. 0,4% az egykori Jugoszlávia (Szlovénia és Horvátország nélkül) vagy Törökország, 0,2% egyéb országok polgára volt. 2001-ben a lakosok 93,1%-a római katolikusnak, 5,2% pedig felekezeten kívülinek vallotta magát. Ugyanekkor a legnagyobb nemzetiségi csoportot a németek (99,2%) mellett a csehek alkották 0,8%-kal (8 fő).
A népesség változása:

| 2016 | 1 017 |
| 2018 | 1 022 |

## Látnivalók
- a pfaffendorfi Szt. György-plébániatemplom
- a peigarteni Szt. Radegund-plébániatemplom
- a pernersdorfi Szt. Bertalan-kápolna
- a ragelsdorfi Szt. Magdolna-temetőkápolna

## Fordítás
- Ez a szócikk részben vagy egészben  a   Pernersdorf című német Wikipédia-szócikk ezen változatának fordításán alapul.  Az eredeti cikk szerkesztőit annak laptörténete sorolja fel. Ez a jelzés csupán a megfogalmazás eredetét és a szerzői jogokat jelzi, nem szolgál a cikkben szereplő információk forrásmegjelöléseként.